# Pisek
Pisek és una població dels Estats Units a l'estat de Dakota del Nord. Segons el cens del 2000 tenia 96 habitants.

## Demografia
Segons el cens del 2000, Pisek tenia 96 habitants, 48 habitatges, i 27 famílies. La densitat de població era de 308,9 hab./km².
Dels 48 habitatges en un 16,7% hi vivien nens de menys de 18 anys, en un 54,2% hi vivien parelles casades, en un 0% dones solteres, i en un 41,7% no eren unitats familiars. En el 41,7% dels habitatges hi vivien persones soles el 25% de les quals corresponia a persones de 65 anys o més que vivien soles. El nombre mitjà de persones vivint en cada habitatge era de 2 i el nombre mitjà de persones que vivien en cada família era de 2,71.
Per edats la població es repartia de la següent manera: un 15,6% tenia menys de 18 anys, un 5,2% entre 18 i 24, un 25% entre 25 i 44, un 24% de 45 a 60 i un 30,2% 65 anys o més.
L'edat mediana era de 47 anys. Per cada 100 dones de 18 o més anys hi havia 88,4 homes.
La renda mediana per habitatge era de 38.125 $ i la renda mediana per família de 40.625 $. Els homes tenien una renda mediana de 27.500 $ mentre que les dones 18.125 $. La renda per capita de la població era de 31.215 $. Cap de les famílies i el 3,4% de la població estaven per davall del llindar de pobresa.

## Poblacions més properes
El següent diagrama mostra les poblacions més properes.